# San Lazzaro degli Armeni
San Lazzaro degli Armeni je mali otok u Venecijanskoj laguni kojim upravlja mekitarski red od 1717. godine.
Mletačko vijeće daje mekitarcima na raspolaganje mletački otočić San Lazzaro s istoimenim samostanom. Otočić je u 9. stoljeću pripadao benediktincima te ga je zatim Mletačko vijeće dalo sirotištu. U 12. stoljeću tamo se nalazila bolnica za gubavce te dobija ime po sv. Lazaru. Bolnica za gubavce se sredinom 16. stoljeća premješta na drugo mjesto. Od kraja 17. stoljeća do početka 18. stoljeća otočićem upravljaju isusovci. Kasnije privatni vlasnici tamo podižu vojnu tvornicu. Godine 1789. u samostanu je otvorena tiskara koja je radila do 1991. godine.

### Članci
- Bagdasarov, Artur. 2017. Kratak pregled povijesti Armenske Katoličke Crkve. Crkva u svijetu. Sveučilište u Splitu - Katolički bogoslovni fakultet. Split. 52 (1): 89–100